# ヒヤミカチ節
「ヒヤミカチ節」、ないし、「ひやみかち節」（ひやみかちぶし）は、第二次世界大戦後、平良新助の琉歌に山内盛彬が曲をつけ、歌詞を追加して創作された、沖縄音楽の楽曲である。民謡とされることが多い。

## 概要
作詞者の平良新助（たいら しんすけ、1876年 - 1970年）は、今帰仁村出身で1901年に渡米して成功した経営者となり、第二次世界大戦中に強制収容を経験した後、沖縄に戻った人物であった。沖縄戦によって荒廃していた故郷を励まそうという意図から、この曲の歌詞1番となる琉歌を作った。
「ヒヤミカチ」は、「エイヤっと（起き上がる）」といった意味である。
1948年、この琉歌に山内盛彬が曲をつけ、2番以降の歌詞を加えて、カチャーシーにふさわしいテンポの速い曲として広く親しまれるようになった。
「ヒヤミカチ節」は、登川誠仁が得意としたほか、喜納昌吉、金城恵子、上間綾乃、大城バネサら多数が、アルバムなどで取り上げている。
2011年に、晩年の山内盛彬が入所していた沖縄市の沖縄長寿センター緑樹苑の施設内に「ひやみかち節」の歌碑が設けられた。
また、2012年からは、「国際ひやみかち節コンクール」が沖縄市で開催されており、様々な趣向による「ヒヤミカチ節」が披露されるイベントとなっている。
2019年10月に延伸開業した沖縄都市モノレール線てだこ浦西駅の、到着時の車内チャイムに使用されている。

## 喜友名朝仁による歌詞
1961年にコザ市（後の沖縄市）が市制5周年を迎えた際には、喜友名朝仁が、コザ市の風物を歌い込んだ「ヒヤミカチ節」を作詞して発表した。

## 高校野球
2010年の第92回全国高等学校野球選手権大会に沖縄県代表として興南高等学校が出場した際、新たな応援歌としてヒヤミカチ節をもとに歌詞を改変したものを作った。この年、興南は優勝を果たし、春夏連覇を達成した。